# Woźniki (powiat gnieźnieński)
Woźniki – wieś w Polsce położona w województwie wielkopolskim, w powiecie gnieźnieńskim, w gminie Łubowo.
Wieś duchowna, własność Klasztoru Klarysek w Gnieźnie, pod koniec XVI wieku leżała w powiecie gnieźnieńskim województwa kaliskiego. W latach 1975–1998 miejscowość należała administracyjnie do województwa poznańskiego.